# Мадан (село)
 Тази статия е за селото в Северозападна България.  За града в Южна България вижте Мадан.  За седловината в Антарктика вижте Мадан (седловина).
Мада̀н е село в Северозападна България. То се намира в община Бойчиновци, област Монтана.

## География
Мадан е село, намиращо се в община Бойчиновци, област Монтана и е близо до река Огоста. Селото се намира на 4 км.от с. Кобиляк /село на р. Огоста/, свързани с черен междуселски път. Отдалечено е на 30 км от град Монтана и на 40 км от градовете Враца и Лом. Основните отглеждащи се култури са пшеница, царевица, ечемик, слънчоглед, зеленчуци и плодове. Село Мадан е заобиколено от красива природа и богат животински свят. Преобладаващите ветрове са западни. Често явление са гръмотевичните бури, понякога скоростта на вятъра достига 25 метра в секунда.
Землището на селото попада в местността „Златия“, както и землищата на Вълчедръм и селата Якимово и Септемврийци, с които граничи. Границата на „Златия“ са землищата на тези населени места.
През селото минава малка рекичка „Маданска бара“, която извира край селото, губи се под земята към местността „Чуй петел“ след което се явява пак преди с. Лехчево и се влива в р. Огоста. Рекичката е малка, но на края на селото има микроязовир.

## История
Данни за създаване на селото, не са известни. В турските архиви на Видинския санджак от 1576 година е упоменато за съществуването на селото под името „Медан“ (от „медани“ – наземни леярни за топене на руда). Названието „Мадан“ е от по-късен период и е свързано с рудодобива. 
Първите практически опити за комасация в България са извършени през 1911 г. в Мадан, Фердинандска[2] околия – сега в област Монтана, където по частна инициатива са уедрени отначало чрез последователни заменки[3] и групиране разпръснатите имоти на петимата братя Симеонови, а впоследствие и на други собственици, и в течение на 10 – 12 години се създават т. нар. мадански чифлици.
Храктерното за с. Мадан е, че още в годините 1930 – 1940, обработването на земята е вече в голям процент механизирано. За разлика от другите села в околията, в Мадан няма модерни огради и фасади на къщите, но за сметка на това почти във всеки двор се намират метални плугове „Глиган“ (дървеното рало е непознато за тези години), редосеялки и жетварки-сноповръзвачки с волска тяга, брани, тесачки и др. Отделно някои фамилии се групират и закупуват вършачки, трактори (марки „Диринг“, „Булдог“, „Харт Парт“ и др. вносна техника), в резултат на което в селото работят 17 броя трактори, 12 броя вършачки, 24 бр. жетварки, и др. За сравнение – в цялата Фердинандска околия има 28 трактора, 24 бр. вършачки, 48 бр. жетварки, и др.
Данни за създаване на селото, не са известни. В турските архиви на Видинския санджак от 1576 година е упоменато за съществуването на селото под името „Медан“ (от „медани“ – наземни леярни за топене на руда). Названието „Мадан“ е от по-късен период и е свързано с рудодобива. 
ИЗТОЧНИК :
ДЪРЖАВНА АГЕНЦИЯ „АРХИВИ”             ДЪРЖАВЕНАРХИВ – „АРХИВ“ МОНТАНА                               ПЪТЕВОДИТЕЛ ПО ФОНДОВЕТЕ НА ДЪРЖАВЕН АРХИВ – МОНТАНА (1649–1944 г.)
СЕЛСКО ОБЩИНСКО УПРАВЛЕНИЕ – С. МАДАН Ф. 240К, 1 опис, 102 а.е., 0.58 л.м., 1910–1944 г. Вж. и Ф. 93 До 1910  г. е съставно на Лютенска (Владимировска) община.          От 1910 до 1934 г. и от 1939 до 1944 г. е самостоятелна община.                                                                                           От 1935 до 1938 г. отново е в състава на община с. Люта (Владимирово)
КРЕДИТНА КООПЕРАЦИЯ „РАЗВИТИЕ“ – С. МАДАН Ф. 297К, 1 опис, 8 а.е., 0.18 л.м., 1911–1944 г. Вж. и Ф. 333 Учредена през 1910 г. като земеделско спестовно-заемно сдружение. През 1923 г. приема устава на кредитните кооперации. Отпуска кредити, набира влогове, развива търговия с продоволствени стоки
ОСНОВНО УЧИЛИЩЕ „ОТЕЦ ПАИСИЙ“ – С. МАДАН Ф. 466К, 1 опис, 25 а.е., 0.28 л.м., 1897–1961 г. Вж. и Ф. 655 Създадено през 1857 г. През 1920 г. е открит прогимназиален клас, а през 1923 г. – пълна прогимназия.
НАРОДНО ЧИТАЛИЩЕ „ПРОБУДА“ – С. МАДАН Ф. 512К, 1 опис, 11 а.е., 0.03 л.м., 1927–1943 г. Вж. и Ф. 775

## Религия
Християнство

## Културни и природни забележителности
- Основно училище „Отец Паисий“ През годините в средата на 20 век, в училището учат над 500 ученика в 13 паралелки, с учители само от с. Мадан.
- Народно читалище „Гоцо Николов“. В годините до 1988 година читалещето разполага с библиотека с над 2000 тома.
- Църква „Св. Петър и Павел“, строена в края на 19 век.
- Целодневна детска градина „Щастливо детство“

## Редовни събития
Ежегодният събор на селото е в първата седмица от август. Към 80-те години на 20 век съборът се празнува три дни.